# 7858 Bolotov
A 7858 Bolotov (ideiglenes jelöléssel 1978 SB3) a Naprendszer kisbolygóövében található aszteroida. Ljudmila Vasziljevna Zsuravljova fedezte fel 1978. szeptember 26-án.